# Charlotte Sullivan
 (juillet 2011).
Charlotte Sullivan, née le 21 octobre 1983 à Toronto, est une actrice canadienne.

## Biographie
Elle nait en 1983 à Toronto. Enfant, elle apparait dans un clip de Liza Minnelli. 
Elle commence une carrière d'actrice adolescente, au milieu des années 1990, apparaissant notamment aux côtés de Laurie Holden dans le téléfilm Le Lac Ontario (1996).
En parallèle de ses apparitions au cinéma, elle a joué dans de nombreuses sériés télévisées et miniséries. Elle interprète Gail Peck, une jeune policière dans la série canadienne Rookie Blue diffusée de juin 2010 à août 2015. On a également pu la voir dans Les Kennedy (2011), où elle incarne Marilyn Monroe, et Chicago Fire (2016-2017), avec le rôle récurrent d'Anna Turner.
Elle est mariée avec Peter Stebbings.

## Filmographie

### Cinéma
| Année | Titre                      | Rôle                | Notes |
| ----- | -------------------------- | ------------------- | ----- |
| 1996  | The Legend of Gator Face   | Angel               |       |
| 1996  | Harriet la petite espionne | Marion Hawthorne    |       |
| 1997  | The Hidden Dimension       | Elly                |       |
| 1998  | Shadow Builder             | Jazz                |       |
| 2003  | How to Deal                | Elizabeth Gunderson |       |
| 2005  | Booth                      | June                |       |
| 2005  | Fever Pitch                | Spin Instructor     |       |
| 2005  | Population 436             | Courtney Lovett     | Vidéo |
| 2008  | Love & Justice             | Chevelle Fontaine   |       |
| 2009  | Le Cri du hibou            | Sally Nielson       |       |
| 2009  | Defendor                   | Fay Poppington      |       |
| 2011  | 388 Arletta Avenue         | Sherry              |       |
| 2013  | The Colony                 | Kai                 |       |
| 2018  | Radius                     | Jane                |       |
| 2019  | 12 chiots pour Noël        | Erin                |       |

### Télévision

#### Séries télévisées
| Année       | Titre                                         | Rôle                                          | Notes                                           |
| ----------- | --------------------------------------------- | --------------------------------------------- | ----------------------------------------------- |
| 1996        | Chair de poule                                | Courtney                                      | saison 2, épisode 7 : Peur de rien              |
| 1996        | Kung Fu, la légende continue                  | Linda                                         | saison 4, épisode 21 : A Shaolin Christmas      |
| 1997        | The New Ghostwriter Mysteries                 | Camella Gorik                                 | 13 épisodes                                     |
| 1999        | Jett Jackson (The Famous Jett Jackson)        | Buzy Dupree                                   | saison 1, épisode 9 : Front Page                |
| 1999        | Fais-moi peur ! (Are You Afraid of the Dark?) | Diana                                         | saison 6, épisode 7 : The Tale of the Hunted    |
| 2001        | Blue Murder                                   | Katherine Dewson                              | saison 2, épisode 4 : Family Man                |
| 2003        | Blue Murder                                   | Amber Watley                                  | saison 3, épisode 3 : Respect                   |
| 2003        | Platinum                                      | Beth                                          |                                                 |
| 2003        | Radio Free Roscoe                             | Judy Douglas                                  | saison 1, épisode 5 : Clark Kent                |
| 2004 & 2005 | This Is Wonderland                            | Beth                                          | épisodes 1x03 & 2x07                            |
| 2005        | Puppets Who Kill                              | Sexy Wife                                     | saison 3, épisode 13 : Dan and the New Neighbor |
| 2006        | Puppets Who Kill                              | Sweetie                                       | saison 4, épisode 1 : Joyride                   |
| 2007        | Across the River to Motor City                | Katie Wilton                                  | 6 épisodes                                      |
| 2008        | M.V.P.                                        | Mandy                                         | 8 épisodes                                      |
| 2008        | Smallville                                    | Maxima                                        | saison 8, épisode 4 : Maxima                    |
| 2008 & 2013 | Murdoch Mysteries                             | Menerva Fairchild                             | épisodes 1x08 & 7x03                            |
| 2009        | The Listener                                  | Katie Stebbes                                 | saison 1, épisode 10 : Missing                  |
| 2009        | Iron Road                                     | Melanie Grant                                 | mini-série                                      |
| 2009        | Alice                                         | Duchess                                       | mini-série                                      |
| 2010-2015   | Rookie Blue                                   | Gail Peck                                     | 74 épisodes                                     |
| 2011        | Les Kennedy (The Kennedys)                    | Marilyn Monroe                                | mini-série                                      |
| 2013        | Blue Bloods                                   | Lacy                                          | saison 3, épisode 21 : Le Souffle du diable     |
| 2015        | Saving Hope                                   | Elizabeth Grant                               | saison 4, épisodes 4 & 7                        |
| 2016-2017   | Chicago Fire                                  | Anna Turner, patiente atteinte d'une leucémie | 10 épisodes                                     |
| 2017        | The Disappearance                             | Andrea Smith                                  | mini-série                                      |
| 2017-2019   | Mary Kills People                             | Nicole Mitchell                               | 12 épisodes                                     |
| 2018        | Frankie Drake Mysteries                       | Meara Anderson                                | saison 1, épisode 1                             |
| 2018        | Caught                                        | Jennifer Baker                                | mini-série                                      |
| 2019        | Hudson & Rex                                  | Officer Leah Purkis                           | saison 3, épisode 2 : Blind Justice             |
| 2021        | Coroner                                       | Flora                                         | saison 3, épisodes 9-10                         |
| 2021        | Wynonna Earp                                  | Brigitte Hogback                              | saison 4, épisode 12: Old Souls                 |
| 2021        | New York, crime organisé                      | détective Gina Cappelletti                    | saison 1, épisodes 2 à 7                        |
| 2022        | Pretty Hard Cases                             | Adeline French                                | saison 2, épisodes 6-12                         |
| 2023        | So Help Me Todd                               | Lindy                                         | saison 1, épisode 14                            |
| 2024        | FBI                                           | Agent spécial Jessica Blake                   | saison 6, épisodes 4-6                          |

#### Téléfilms
| Année | Titre                                     | Rôle              | Réalisateur    |
| ----- | ----------------------------------------- | ----------------- | -------------- |
| 1996  | Le Lac Ontario (The Pathfinder)           | May               | Donald Shebib  |
| 1997  | Innocence perdue (When Innocence Is Lost) | Annie French      | Bethany Rooney |
| 1998  | Harm's Way                                |                   |                |
| 1999  | Mary Cassatt: An American Impressionist   | Katherine Cassatt | Richard Mozer  |
| 1999  | Une fille dangereuse (The Wrong Girl)     | Bridget Fisher    | David Jackson  |
| 2001  | Tagged: The Jonathan Wamback Story        | Courtney          | John L'Ecuyer  |
| 2001  | Lucky Girl                                | Janice            | John Fawcett   |
| 2003  | Beautiful Girl                            | Samantha Webb     | Douglas Barr   |
| 2006  | The House Next Door                       | Pie Harrelson     | Jeff Woolnough |
| 2009  | Ny-Lon                                    |                   | Larry Shaw     |
| 2009  | Une femme fragile (Unstable)              | Samantha Walker   | Don McBrearty  |
| 2016  | Amour, rupture et littérature (Mr. Write) | Dori              | Rick Bota      |
| 2021  | Romance des neiges (two for the win)      | Kayla Green       |                |